# Morti nel 985
| Questa pagina contiene informazioni ricavate automaticamente dalle voci biografiche con l'ausilio del template Bio e di un bot. L'aggiornamento è periodico e automatico e ricostruisce completamente la pagina. Se manca una persona in questa lista, sei pregato di non aggiungerla, ma accertati piuttosto che la sua voce biografica contenga il template Bio e che i dati anagrafici siano correttamente compilati. Se il template Bio manca, inseriscilo tu stesso o, in alternativa, metti l'avviso {{tmp\|Bio}} che ne segnala la mancanza. Se i dati riportati sono sbagliati, correggi direttamente la voce biografica; le modifiche saranno visibili in questa lista entro pochi giorni. Per chiarimenti vedi il progetto biografie. La lista contiene solo le 11 persone che sono citate nell'enciclopedia e per le quali è stato implementato correttamente il template Bio. Pagina aggiornata al 2 mag 2025. |

- 26 giugno - Ramiro III di León, re (n. 961)
- 20 luglio - Bonifacio VII, cardinale italiano
- 25 agosto - Teodorico di Haldensleben, nobile tedesco
- 21 settembre - Guarino di Colonia, arcivescovo tedesco
- Giovanni Tornike, generale e religioso georgiano
- Ibn al-A'lam, astronomo e astrologo arabo
- Saigū no Nyōgo, poeta giapponese (n. 929)
- Basilio Lecapeno, funzionario, generale e mecenate bizantino
- Rikdag di Meißen, nobile tedesco
- Al-Hasan ibn Gannun, sovrano
- Jaʿfar al-Kalbī, politico arabo